# Jaguar (chanson)
Pour les articles homonymes, voir Jaguar (homonymie).
Pistes de The Who Sell Out
Someone's Coming Early Morning Cold Taxi
Jaguar est une chanson du groupe britannique The Who. Parue pour la première fois sur l'anthologie Thirty Years of Maximum R&B, elle est présente également sur les pistes bonus de l'album The Who Sell Out.

## Genèse et enregistrement
Jaguar a été enregistré le 20 octobre 1967 aux studios IBC de Londres.

Cette chanson est une publicité pour les voitures Jaguar. Elle est à l'origine du concept de The Who Sell Out comme l'explique Pete Townshend, le compositeur:
« [The Who Sell Out] a commencé par cette chanson appelée 'Jaguar' que j'avais écrite... Nous pensions utiliser un instrumental puissant que nous avions fait pour Coca-Cola, et j'ai fait le lien avec le morceau nommé Jaguar, et, bien sûr, nous pensâmes: "pourquoi ne pas faire une face complète de publicités?". »
Cependant, ce morceau n'a pas été retenu pour The Who Sell Out, remplacé sans doute par Sunrise.

## Composition
La chanson présente les marques du style des Who de l'époque, c'est-à-dire une rythmique assez agressive portée par John Entwistle et Keith Moon. Ce dernier est au chant principal, tandis que Pete Townshend est présent sur les couplets.
Le morceau présente un court jingle pour le magasin d'automobiles de John Mason (voir Someone's Coming).